# Kriegsvorträge Universität Bonn
Die Kriegsvorträge der Universität Bonn (offizielle Bezeichnung Kriegsvorträge der Rheinischen Friedrich-Wilhelms-Universität Bonn a. Rh.) wurden während des Zweiten Weltkrieges zu Themen aus einer großen Bandbreite verschiedener Fachbereiche in öffentlicher Vorlesung gehalten und größtenteils in einer eigens aufgelegten Schriftenreihe publiziert. 

## Vortragsreihen und -hefte
Die Mehrzahl der Vorträge wurde im Kontext einer speziellen Vortragsreihe vom 1. Trisemester 1939 bis zur Schließung der Universität 1944 mit einem gemeinsamen Oberthema gehalten. Autoren waren Professoren und Dozenten der Universität Bonn, einige kamen als Gastvortragende von anderen Universitäten (z. B. Leipzig, Groningen) sowie aus NSDAP-Organisationen und der Wehrmacht.
Herausgeber der gleichnamigen Schriftenreihe war der Gaudozentenführer Karl F. Chudoba, zugleich Rektor der Universität Bonn. Verlegt wurden die Hefte über die Bonner Universitäts-Buchdruckerei Gebr. Scheur, GmbH.
Chudoba führt 1942 in einem Vorwort im Band 100 zu den Hintergründen der Vorträge aus: ... gleichzeitig der entscheidenden geistigen und weltanschaulichen Auseinandersetzung um den neuen Sinn der Geschichte ... und der Neuordnung Europas angeordnet sein. Im Tone ähnlich 1943: Die Kriegsvorträge ... stellen nicht nur eine Gemeinschaftsarbeit, sondern zugleich einen Kriegseinsatz der Dozentenschaft der Bonner Alma mater dar; sie wurden zu Beginn des jetzigen, unseres Volkes Größe oder Vernichtung bestimmenden Weltkrieges aufgenommen, ... , als die Hochschulen ... aus militärpolitischen Gründen in ihrem Vorlesungsbetrieb ... stillgelegt wurden.
Die Vortragsthemen und -inhalte zeigen den deutlichen Einfluss der nationalsozialistischen Ideologie auch auf das Wissenschaftsbild der Zeit. Allerdings waren nicht alle Autoren Mitglied der NSDAP oder einer ihrer Organisationen, zum Beispiel wurde Zycha (Vortrag 1940: Der Kampf der Deutschen um ihr Recht in Böhmen, Heft 9) bereits 1933 wegen seiner kritischen Haltung als Rektor der Universität abgelöst. Kern (2 Vorträge, Hefte 11, 39) schloss sich 1944 einer Widerstandsgruppe an. Andere, wie zum Beispiel Chudoba, Feldmann, Obenauer, Tackenberg oder Schiedermair waren überzeugte Nationalsozialisten.

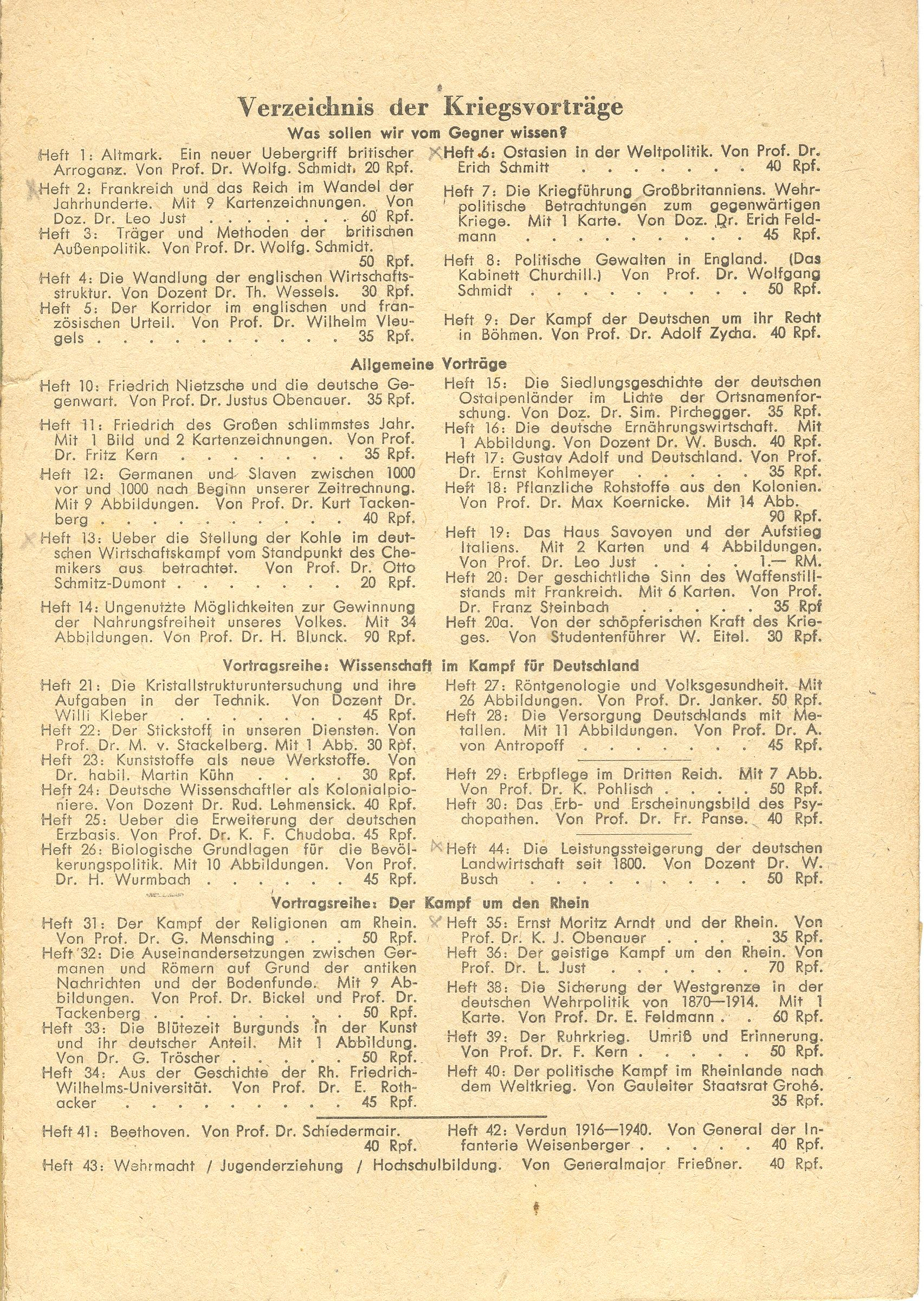
Liste der Kriegsvorträge Uni Bonn

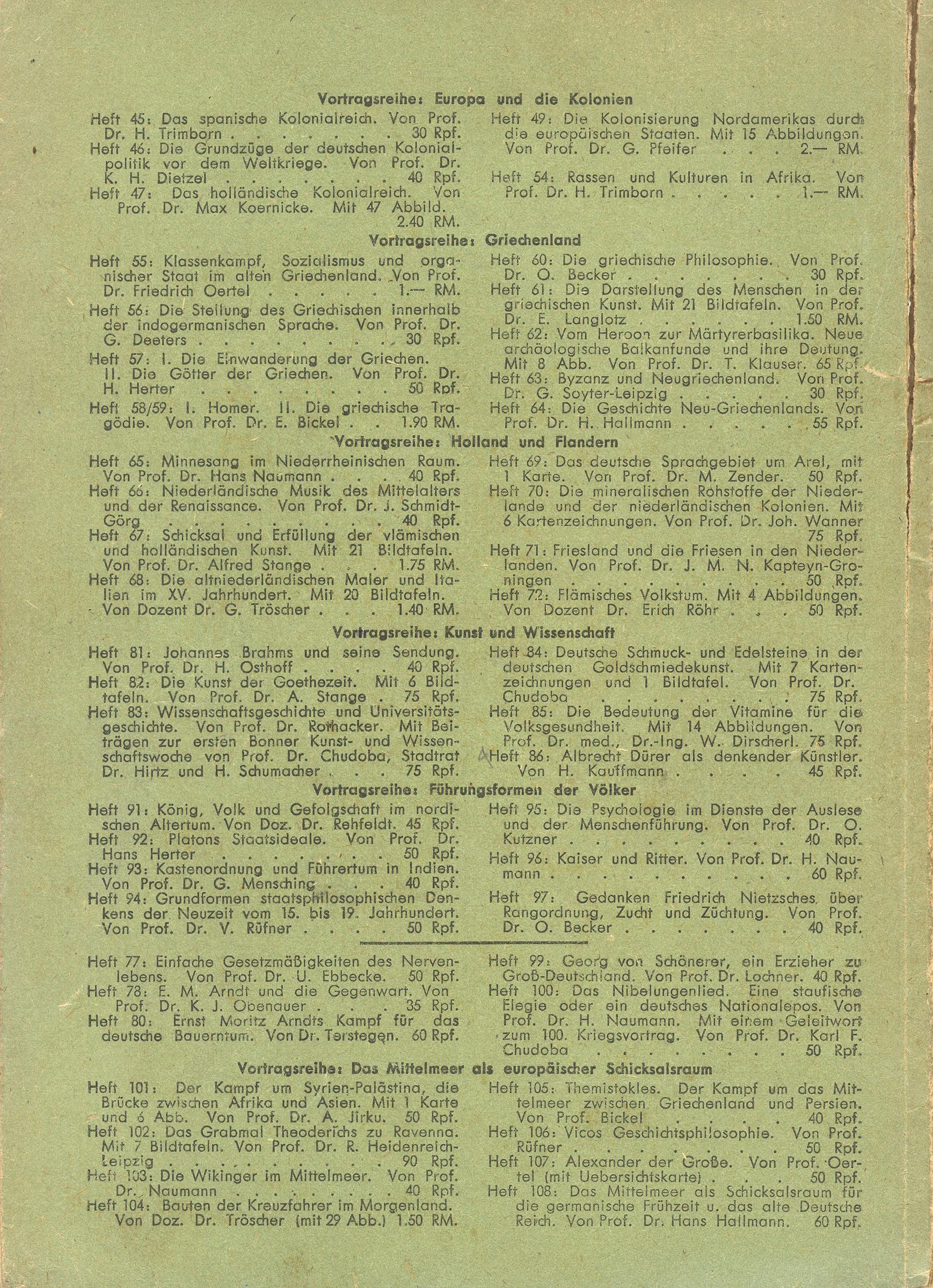
Liste der Kriegsvorträge Uni Bonn

Die Reihenfolge der Vortragshefte ist nicht streng chronologisch. Manche Hefte, auch aus Vortragsreihen, erschienen später als andere Hefte der Reihe. Für die Hefte 48, 50–53, 111–114, 121–128, 137–150 findet sich heute kein Nachweis: wahrscheinlich sind sie nicht mehr in Druck gegangen.
Insgesamt wurden 129 Vortragshefte veröffentlicht: 1940 erschienen 29 Hefte, 1941 21, 1942 31, 1943 26 und 1944 22 Hefte. 1943 erschien zusätzlich ein Sammelband aller Vorträge der Reihe Der Kampf um den Rhein.
| Thema der Reihe                                | Heftnummern    | Jahr der Publikation |
| ---------------------------------------------- | -------------- | -------------------- |
| Was sollen wir vom Gegner wissen?              | 1–9            | 1940                 |
| Allgemeine Vorträge                            | 10–20a,90      | 1940–1942            |
| Wissenschaft im Kampf für Deutschland          | 21–29,37,41,44 | 1940–1941, 1944      |
| Der Kampf um den Rhein                         | 31–40          | 1940–1941            |
| Europa und die Kolonien                        | 45–47,49,54    | 1941–1942            |
| Griechenland                                   | 55–64          | 1941–1942            |
| Holland und Flandern                           | 65–72          | 1942                 |
| Kunst und Wissenschaft                         | 81–86,89       | 1942–1944            |
| Führungsformen der Völker                      | 91–97          | 1942                 |
| Das Mittelmeer als europäischer Schicksalsraum | 101–108        | 1942                 |
| Europas Nordland                               | 115–120        | 1943                 |
| Berühmte Bonner Professoren                    | 129–136        | 1944                 |
| Europäischer Geist – Europäische Kultur        | 151–159        | 1944                 |

## Vortragende (Auswahl)
- Andreas von Antropoff (s. Neutronium u. a.) Heft 28
- Oskar Becker Heft 60, 97, 157
- Erwin von Beckerath Heft 135
- Erich Bickel Heft 32, 58/59, 105
- Hans Blunck Heft 14
- Karl F. Chudoba Heft 25, 83, 84, 100
- Gerhard Deeters Heft 56
- Erich Feldmann Heft 7, 38
- Johannes Frießner Heft 43
- Josef Grohé Heft 40
- Robert Heidenreich Heft 102
- Hans Herter Heft 57, 92, 152
- Anton Jirku Heft 101
- Leo Just Heft 2, 19, 36
- Hans Kauffmann Heft 86
- Fritz Kern Heft 39
- Willibald Kirfel Heft 133
- Theodor Klauser Heft 62
- Max Koernicke Heft 18, 47, 132
- Ernst Langlotz Heft 61, 151
- Rudolf Lochner Heft 99
- Gustav Mensching Heft 31, 93
- Hans Naumann Heft 65, 96, 100, 103, 116, 118, 129
- Karl Justus Obenauer Heft 35, 78
- Friedrich Oertel Heft 55, 107
- Helmuth Osthoff Heft 81
- Fritz Theodor Overbeck Heft 115
- Friedrich Panse Heft 30
- Gottfried Pfeifer Heft 49
- Kurt Pohlisch Heft 29
- Erich Rothacker Heft 34, 83
- Vinzenz Rüfner Heft 94, 106
- Ludwig Schiedermair Heft 41
- Joseph Schmidt-Görg Heft 66, 155
- Alfred Stange Heft 67, 82, 117, 153
- Franz Steinbach Heft 20
- Kurt Tackenberg Heft 12, 32
- Hermann Trimborn Heft 45, 54
- Georg Tröscher Heft 136, 156
- Wilhelm Vleugels Heft 5
- Johannes Wanner Heft 70
- Hellmuth von Weber Heft 159
- Karl Weisenberger Heft 42
- Hermann Wurmbach Heft 26
- Matthias Zender Heft 69
- Adolf Zycha Heft 9